# گرهارد روداکس
گرهارد روداکس (آلمانی: Gerhard Rodax; ۲۹ اوت ۱۹۶۵ – ۱۶ نوامبر ۲۰۲۲) بازیکن فوتبال اهل اتریش بود.
از باشگاه‌هایی که در آن بازی کرده‌است می‌توان به باشگاه فوتبال آدمیرا واکر مودلینگ، باشگاه فوتبال راپید وین، و باشگاه فوتبال اتلتیکو مادرید اشاره کرد.
وی همچنین در تیم ملی فوتبال اتریش بازی کرده‌است.